# Polyandrocarpa watsonia
Polyandrocarpa watsonia är en sjöpungsart som beskrevs av Kott 1985. Polyandrocarpa watsonia ingår i släktet Polyandrocarpa och familjen Styelidae. Inga underarter finns listade i Catalogue of Life.